# Корпус Дикие тигры

Эмблема корпуса

Корпус Дикие тигры (тайск. กองเสือป่า) — военизированный отряд, созданный королём Сиама Рамой VI Вачиравудом в 1911 году. Корпус Дикие тигры считался личной гвардией короля. Рама VI Вачиравуд получил высшее образование в Великобритании, где и проникся идеей создания бойскаутских отрядов в Таиланде. Раму VI Вачиравуда часто называют «отцом тайского скаутинга», а Таиланд является четвёртой страной в мире, в которой появились отряды скаутов.
При корпусе также было молодёжное добровольческое подразделение парамилитари, построенное по образцу бойкаутских отрядов — «тигрята» (ลูกเสือ); после попытки переворота 1912 года деятельность корпуса и молодёжного подразделения были временно приостановлены на 4 года, а после Сиамской революции в 1932 году «дикие тигры» и «тигрята» были полностью распущены.

## Рама VI Вачиравуд и его взгляды на развитие Сиама
Став королём, Рама VI Вачиравуд уделял достаточно времени укреплению обороноспособности страны. По его приказу в Таиланде были созданы военно-воздушные силы, был укреплён военно-морской флот страны. Из сухопутных войск были выделены специальные отряды, которые патрулировали государственную границу. Кроме того, военные и полицейские спецслужбы следили за общественным порядком. Рама VI не был поклонником западных моделей общества. Он осознавал потребность перемен в стране и необходимость проведения реформ, однако был против установления в Сиаме западной парламентской формы демократии, поскольку считал, что государство ещё не готово сделать такой смелый шаг.

## Дикие Тигры
Корпус Дикие тигры был сформирован 1 мая 1911 году по приказу короля Сиама Рамы VI Вачиравуда. Корпус подчинялся только приказам короля. Первоначально главной задачей Диких тигров являлась охрана королевского дворца во время проведения различных церемоний. Тем не менее, уже через год после создания Дикие тигры получили статус военизированного отряда, который должен был охранять короля, его семью, чиновников и других людей, занимавших высокие посты в государстве. В отряде состояло около 4 000 человек, многие из которых были выходцами из небогатых семей. Рамы VI Вачиравуд лично руководил отрядом, на равных общался со своими офицерами. Со временем Дикие тигры стали более авторитетной военной силой, чем Королевская армия Таиланда. Это привело к недовольству армейских офицеров, которые в прежние годы могли оказывать влияние на высокопоставленных чиновников и королевскую элиту. Многие офицеры корпуса стали занимать высокие посты в армии, получили статус дворянства.
Недовольство армейских офицеров и аристократов нарастало, поскольку Рама VI Вачиравуд уделял всё больше внимания развитию личной гвардии, тем самым расширяя их влияние в государственном аппарате Сиама. Стоит отметить, что командиры армии не могли вступать в ряды Диких тигров.

## Причины роспуска корпуса
В начале XX века устои абсолютной монархии стали постепенно расшатываться, в основном благодаря попыткам модернизации и вестернизации страны, которые предпринимались королями Сиама Рамой IV Монгкутом и Рамой V Чулалонгкорном ещё с середины XIX века. В стране распространялись демократические реформаторские идеи, привнесённые возвращавшимися после учёбы в Европе молодыми тайцами из знатных семей. Молодые люди, вдохновлённые революцией 1911 года в Китае, были разочарованы, что либеральный король Рама VI не ввёл конституцию, и решили насильственно ввести конституционную монархию или даже республиканское правление.
В 1912 году молодые офицеры сухопутных войск предприняли попытку государственного переворота. Непосредственной предпосылкой явилось недовольство армейских офицеров особым вниманием короля и привилегиями, которыми пользовались офицеры личной гвардии короля — 4-тысячный добровольческий Корпус Диких Тигров.